# Madina Oula
Madina Oula est une ville et une sous-préfecture de Guinée, rattachée à la préfecture de Kindia et la région de Kindia. 

## Population
En 2016, le nombre d'habitants est estimé à 24 930, à partir d'une extrapolation officielle du recensement de 2014 qui en avait dénombré 23 381.

## Personnalités liées à la ville
- Seyni Kouyaté (1963-), musicien, chanteur et auteur compositeur Guinéen.